# Telecabina de la Coma del Clot
El Telecabina de la Coma del Clot és un telefèric de pulsió de Núria que segueix el mateix traçat de l'antic funicular, ja que comunica l'estació del cremallera de Núria amb l'alberg del Pic de l'Àliga. La línia va entrar en servei el 1988, pertany també a FGC i és l'únic aparell del tipus pulsat (amb tren de cabines) que hi ha a Catalunya.

## Característiques
L'objectiu d'aquest telefèric era la unió de l'estació del cremallera de la Vall de Núria amb l’alberg del pic de l’Àliga on s’hi trobava l’hotel Puigmal, a l'entrada del Parc Natural de les Capçaleres del Ter i del Freser i accedir al voltant del Santuari de Núria, el seu llac i el conjunt de la vall.
Supera un desnivell de 150 metres, ascendint fins als 2.120 metres d’altura gràcies a un total de 9 suports intermedis construïts amb torres. L'estació inferior està situada a 1.1970 metres. La seva longitud és de 657 metres. Consta de dos grups de dues cabines en les quals hi caben 12 persones a cadascuna amb una capacitat de 400 perones/hora. Les dues cabines tenen una fàcil accessibilitat i les seves portes són amples per facilitar l'accés a persones de mobilitat reduïda. Permet transportar fins a quatre-centes quinze persones.

## Història
Aquest telefèric es troba a la Vall de Núria, i va substituir l’antic telecabina  de l’any 1988 que també va reemplaça l’antic funicular que es va instal·lar l’any 1942. Aquest primer funicular va començar-se a construir per l'enginyer Joaquim Homs Oller l'any 1934 i va formar part de l'Exposició Universal de Barcelona de 1929.
L’any 1968 el funicular es va cremar. L'hotel Puigmal va ser destruït per les forces militars durant la Guerra Civil i es va declarar inhabitable. Fins al 1972 no es va poder tornar a obrir al públic. El 1987 es va decidir que aquesta infraestructura seria substituïda per una nova instal·lació que seria l'actual telecabina de la Coma del Clot.
L’antic telecabina de la Coma del Clot es va utilitzar des de l’any 1988 fins a l’any 2019, posant en servei les estacions de Núria i la seva estació d'esquí l’alberg seguint el mateix camí que l’antic funicular. L’any 2019 després de trenta-un anys de funcionament, va ser substituït pel nou telefèric.